# Don Samuel (Campeche)
Don Samuel es una localidad del estado mexicano de Campeche. Es parte del municipio de Escárcega.

## Demografía
| Gráfica de evolución demográfica |
|                                  |

| Censo | Población |
| ----- | --------- |
| 1950  | 229       |
| 1960  | 151       |
| 1970  | 5         |
| 1980  | 715       |
| 1990  | 1 155     |
| 2000  | 1 144     |
| 2010  | 1 081     |
| 2020  | 1 214     |